# ارتش تنسی (اتحادیه)
ارتش تنسی (انگلیسی: Army of the Tennessee) یک واحد برجسته نظامی از جبهه غربی ارتش اتحادیه در طول جنگ داخلی آمریکا بود.